# Diablo III: Reaper of Souls
Diablo III: Reaper of Souls – dodatek do fabularnej gry akcji Diablo III wydany 25 marca 2014 na platformy Windows i macOS. Dodatek stał się częścią edycji Diablo III: Ultimate Evil Edition, wydanej na konsole PlayStation 4, Xbox One, PlayStation 3 i Xbox 360 19 sierpnia tego samego roku.

## Fabuła
Po pokonaniu Diablo, Tyrael odzyskuje Czarny Kamień Dusz, który zawiera w sobie esencję wszystkich siedmiu Władców Piekieł. Wie jednak, że nie może go pozostawić pod opieką ani śmiertelników, ani aniołów, więc wraz z sześciorgiem horadrimów zabiera go z powrotem do Sanktuarium, z zamiarem ukrycia Kamienia tam, gdzie nigdy nie zostanie odnaleziony. Grupę atakuje jednak Maltael, archanioł i członek Rady Angiris, który dwadzieścia lat wcześniej w tajemniczych okolicznościach zaginął po zniszczeniu Kamienia Świata (koniec fabuły Diablo II: Lord of Destruction). Maltael nazywa siebie Aniołem Śmierci. Za pomocą Kamienia planuje odebrać duszę każdemu śmiertelnikowi. Tyrael wysyła jedynego ocalałego po zasadzce horadrima, by ten przekazał wiadomość tym, co się stało, Nefalemowi (w jego postać wciela się gracz). Zadaniem Nefalema jest pokonanie Maltaela i położenie kresu spustoszeniu, jakie sieje upadły anioł.

## Polska wersja językowa
Podobnie jak to miało miejsce w przypadku podstawowej wersji gry, polską wersję językową przygotowała firma Albion Localisations. Nagrań dokonano w studiu Start International Polska pod kierownictwem Macieja Kowalskiego. Wszyscy aktorzy wcielili się ponownie w te same role. Jedynym wyjątkiem jest postać Barbarzynki – po tragicznej śmierci Małgorzaty Gudejko-Maskalskiej w lipcu 2012 roku, zastąpiła ją Agnieszka Matysiak.

## Nowe funkcje
Reaper of Souls dodaje mnóstwo nowych funkcji do podstawowej rozgrywki w Diablo III, między innymi:
- nowy akt umiejscowiony w Zachodniej Marchii,
- nową postać – krzyżowca,
- nowego rzemieślnika – mistyczkę,
- tryb przygodowy,
- zwiększa maksymalny poziom postaci do 70,
- dodaje nowe bronie i części zbroi,
- nowe umiejętności i runy do istniejących klasycznych,
- cztery sloty pasywnych umiejętności na poziomie 70,
- nowe potwory do pokonania,
- seria wyzwań o nazwie „Próby Nefalemów”,
- zmiany w systemie wypadania ekwipunku z potworów,
- możliwość wygenerowania całkowicie nowych (losowych) właściwości magicznych dla posiadanego sprzętu.